# Wesley Dennis
Wesley Dennis (* 16. Mai 1903 in Davisville, Massachusetts; † 5. September 1966 in Falmouth, Massachusetts) war ein US-amerikanischer Autor, Maler und Illustrator. Er spezialisierte sich vor allem auf Pferdebücher, so illustrierte er Anna Sewells Black Beauty und John Steinbecks The Red Pony.

## Leben
John Wesley Dennis war ein Sohn des gebürtigen Engländers John W. Dennis und dessen amerikanischer Ehefrau Ida, geb. Morgan. Er wuchs in Cape Cod auf; der Vater arbeitete in Boston und kam nur über die Wochenenden nach Hause. Er wurde mit einem Pferdewagen vom Bahnhof abgeholt; das Zugtier Tony war das erste Pferd, mit dem Wesley Dennis in Kontakt kam. Tonys Nachfolger hieß Bob und war ein Saddle Horse.
Im Alter von 17 Jahren verließ Wesley Dennis die Schule. Die Aufnahmeprüfung für die United States Naval Academy in Annapolis bestand er nicht; daher folgte er seinem älteren Bruder Morgan nach Boston, wo dieser als Zeichner für den Boston Herald arbeitete. Seine erste Arbeitsstelle beim Boston American erhielt Wesley Dennis, indem er die Skizzen seines Bruders verwendete. In den folgenden zehn Jahren lebte er von Modezeichnungen für Zeitungsanzeigen, daneben besuchte er die New School of Design. Um seiner Vorliebe für Pferde ohne großen Kostenaufwand Genüge tun zu können, schloss er sich außerdem der Massachusetts National Guard Cavalry an. Seine zwei Poloponys konnte er auf Staatskosten halten, indem er sie für Katastrophenfälle zur Verfügung stellte. Ferner pflegte er Pferde in Camp Devins und erweiterte so seine Kenntnisse über diese Tiere.
In erster Ehe heiratete er in dieser Zeit die Witwe Olive Garland, die in Buzzards Bay lebte. Im Besitz der Familie Garland befand sich eine Ranch in Santa Fe, New Mexico, wo Dennis Studien an den Skeletten von Pferden treiben konnte. Nach der Scheidung blieb er mit der Familie befreundet.
Wesley Dennis nahm mit Lowes Dalbiac Luard Kontakt auf und fragte an, ob dieser ihn als Schüler aufnehmen wolle. Luard lehnte dies zwar ab, versprach ihm aber dennoch volle Unterstützung, woraufhin Dennis nach Europa aufbrach und sich in Paris niederließ. Dort trainierte er unter Luard vor allem das rasche Skizzieren nach dem Gedächtnis. Außerdem ließ Luard ihn in Schlachtereien arbeiten, wo er sich mit der Anatomie und besonders der Muskulatur von Pferden auseinandersetzen konnte. Seinen Aufenthalt in Paris beendete Dennis 1932.
Er verkaufte in den USA nun vor allem Skizzen von erfolgreichen Rennpferden, außerdem arbeitete er für diverse Zeitungen, unter anderem für den Boston Globe. Der Esquire erteilte ihm den Auftrag, eine Serie von Bildern berühmter Pferde unterschiedlicher Rassen zu zeichnen. Als Dennis einige Pferdeporträts zur Ansicht an Bing Crosby schickte, kaufte dieser die ganze Serie.
Seine zweite Ehefrau, Dorothy Schiller Boggs, lernte Dennis in den späten 1930er Jahren kennen. Auf der Hochzeitsreise kam er in Santa Fe in Kontakt mit May Massey, einer Herausgeberin von Viking Press. Zwar konnte diese ihm keinen Illustrationsauftrag für andere Werke verschaffen, brachte ihn jedoch auf die Idee, ein eigenes Buch zu schreiben und zu illustrieren. Auf diese Weise entstand Flip, das 1941 veröffentlicht wurde.
In den 1940er Jahren zog er mit seiner Familie – aus der Ehe mit Dorothy Schiller Boggs gingen zwei Söhne hervor – nach Warrenton (Virginia), wo er sich eine Farm kaufte und viele Tiere hielt, unter anderem eine zahme Krähe namens Charlie. 1945 kam mit Justin Morgan Had a Horse das erste Buch von Marguerite Henry heraus, das Illustrationen von Wesley Dennis enthielt. Damit begann eine intensive Zusammenarbeit mit Henry: 1947 folgte der Bestseller Misty of Chincoteague, 1948 King of the Wind. Wesley Dennis arbeitete bis zu seinem Tod mit Marguerite Henry zusammen.
Weitere bekannte Pferdebücher, die Dennis mit Illustrationen versah, sind eine Black-Beauty-Ausgabe von 1946 und eine Ausgabe von John Steinbecks Red Pony aus dem Jahr 1948. Insgesamt illustrierte Dennis 150 Bücher, die in mehr als zehn Millionen Exemplaren verbreitet wurden.
Wesley Dennis starb nach sechsmonatiger Krankheit in einem Krankenhaus in Falmouth in Massachusetts.